# Нинове
Нинове (хол. Ninove) је општина у Белгији у региону Фландрија у покрајини Источна Фландрија. Према процени из 2007. у општини је живело 35.874 становника.

## Становништво
Према процени, у општини је 1. јануара 2015. живело 37.965 становника.
| 1984.  | 2000.  | 2010. | 2015. |
| ------ | ------ | ----- | ----- |
| 33.751 | 34.559 | 36675 | 37965 |